# Naju
Naju (coreeană: 나주시) este un oraș din Coreea de Sud.